# Aducanumab
Aducanumab (BIIB037) – przeciwciało monoklonalne, skierowane przeciwko agregatom amyloidu beta (Aβ), badane pod kątem przydatności jako lek w chorobie Alzheimera. Badania nad lekiem prowadzi firma Biogen, Inc., po odkupieniu licencji od Neurimmune. Jako pierwsze przeciwciało monoklonalne skierowane przeciwko amyloidowi wykazuje skuteczność w badaniach klinicznych (wcześniej badano bapineuzumab, solanezumab, gantenerumab).

## Badania kliniczne
Wstępne wyniki fazy I badań klinicznych leku ogłoszono podczas 12. Międzynarodowej Konferencji Choroby Alzheimera i Parkinsona oraz Pokrewnych Chorób Neurologicznych w Nicei w marcu 2015 roku. Randomizowane, z podwójnie ślepą próbą, kontrolowane placebo badanie PRIME, objęło 165 pacjentów leczonych w 33 ośrodkach w Stanach Zjednoczonych. Wyniki fazy Ib, w których zaobserwowano odpowiedź kliniczną zależną od dawki leku i redukcję złogów Aβ w badaniu PET, ukazały się drukiem w sierpniu 2016 roku. W sierpniu 2016 rozpoczynają się badania 3 fazy: badanie ENGAGE obejmie 1350 osób z rozpoznaniem łagodnych zaburzeń poznawczych w przebiegu choroby Alzheimera albo łagodnego otępienia w chorobie Alzheimera potwierdzonym badaniem PET i będzie prowadzone do 2022 roku w 150 ośrodkach w Ameryce Północnej, Europie, Australii i Azji. Badanie EMERGE o podobnym protokole obejmie kolejnych 1350 pacjentów w 131 innych ośrodkach w Ameryce Północnej i Europie.